# Mario Bonfantini
Mario Bonfantini (Novara, 15 maggio 1904 – Torino, 23 novembre 1978) è stato uno scrittore, critico letterario, sceneggiatore, traduttore e partigiano italiano.

## Biografia
Figlio del sindaco di Novara Giuseppe Bonfantini e Maria Ferrari e fratello del deputato socialista Corrado Bonfantini, si laureò all'Università degli Studi di Torino con una tesi sul poeta barocco Giovan Battista Marino. Dal 1928 al 1930 diresse la rivista La Libra, di Novara; nel 1937 sposò Mary Molino. Antifascista fin dall'inizio del Ventennio, sfuggì al campo di sterminio buttandosi fuori dal treno che lo portava in Germania il 22 giugno 1944. Si unì poi alla Resistenza, divenendo uno dei fautori della Repubblica partigiana dell'Ossola. Una volta terminata la Seconda guerra mondiale, nel 1949 conseguì la libera docenza in Letteratura francese all'Università Statale di Milano, per poi ottenere, da vincitore di concorso, la cattedra all'Orientale (1955-1958) e all'Università di Napoli (1958-1961) e infine all’Università di Torino: si occupò prevalentemente di Stendhal e di Baudelaire, pubblicando alcuni volumi di traduzione e saggistica sui due autori.
Bonfantini, grazie all'amicizia con Mario Soldati risalente ai tempi della comune giovinezza torinese, partecipò anche al mondo del cinema, curando, in qualità di sceneggiatore, alcune importanti pellicole, tra cui due appartenenti al filone che venne poi definito calligrafismo, quali Piccolo mondo antico e Malombra. Altri film cui Bonfantini lavorò furono Tragica notte (1942) e, nel dopoguerra, Quartieri alti (1945, non accreditato), Daniele Cortis (1947) e Fuga in Francia (1948).
La biblioteca dello studioso, ricostruita in un'apposita sala con gli arredi originali, è depositata presso l'Istituto storico della Resistenza e della società contemporanea Piero Fornara di Novara, in corso Cavour 15. I testi, catalogati e presenti sul catalogo on line dell'Istituto, sono consultabili in sede.

## Opere

### Curatele
- Vita, opere e pensieri di Ch. Baudelaire, Novara, La Libra, 1928
- Ariosto, Lanciano, Carabba, 1935
- Le più belle pagine di Massimo d'Azeglio, Milano, Treves, 1936
- Le sacre rappresentazioni italiane, Milano, Bompiani, 1942
- Boccaccio, Il Decameron, Milano, Garzanti, 1942
- Antologia della letteratura italiana, 1942 (con De Blasi e Gervasoni)
- La letteratura italiana del Novecento, Milano, Cisalpino, 1948
- Ottocento francese, Torino, De Silva, 1950
- Niccolò Machiavelli, Opere, Napoli-Milano, Ricciardi, 1954
- La letteratura francese del XVII secolo, Napoli, ESI, 1955
- Stendhal, Armance, Lamiel, Racconti e novelle, Torino, Einaudi, 1957
- Pierre-Joseph Proudhon, La questione sociale, Milano, Veronelli, 1957
- Stendhal e il realismo, Milano, Feltrinelli, 1958
- La Valsesia. Arte, natura e civiltà, Novara, Dinamo, 1958
- Stendhal, Cronache italiane, Torino, Einaudi, 1959
- Il lago d'Orta, Novara, De Agostini, 1961
- Storia della letteratura francese, Milano, Mondadori, 1965
- Breve storia di Francia, Torino, Giappichelli, 1967
- Mario Soldati, Fuga in Italia e altri racconti, Milano, Mondadori, 1969
- Le opere e le persone, Padova, Liviana, 1976
- Antologia dall'Encyclopedie di Diderot e d'Alembert, (con il figlio Massimo), Novara, De Agostini, 1977

### Narrativa
- Un salto nel buio, Milano, Feltrinelli, 1959; nuova edizione, con una nota di Eugenio Montale , a cura di Massimo A. Bonfantini e Roberto Cicala, Novara, Interlinea edizioni, 2005
- La svolta, Milano, Feltrinelli, 1965
- Scomparso a Venezia, Torino, Einaudi, 1972
- Sul Po, Torino, Einaudi, 1974
- L'amore di Maria e altri racconti, Torino, Einaudi, 1977
- Racconti in "Scrittori e città", a cura di Roberto Cicala, Novara, Centro Novarese di Studi Letterari-Interlinea edizioni, 1993
- La svolta e tutti i racconti, con una nota di Eugenio Montale, a cura di Rossana Infantino, Novara, Interlinea edizioni, 2012.

### Teatro
- Un eroe, un amore, Corriere di Novara, 1988

### Traduzioni
- Canzone di Rolando, Torino, Paravia, 1925 (anche curatela)
- Marcel Proust, Guermantes, Torino, Einaudi, 1949
- Voltaire, Dizionario filosofico, Torino, Einaudi, 1950
- Albert Mathiez, La Rivoluzione francese, Torino, Einaudi, 1950
- Saint-Simon, Memorie, Torino, Einaudi, 1951
- Julien Gracq, La riva delle Sirti, Milano, Mondadori, 1952.
- François Rabelais, Gargantua e Pantagruele, Torino, Einaudi, 1953
- Charles Baudelaire, I fiori del male, Milano, Mursia, 1974